# Zou Yigui

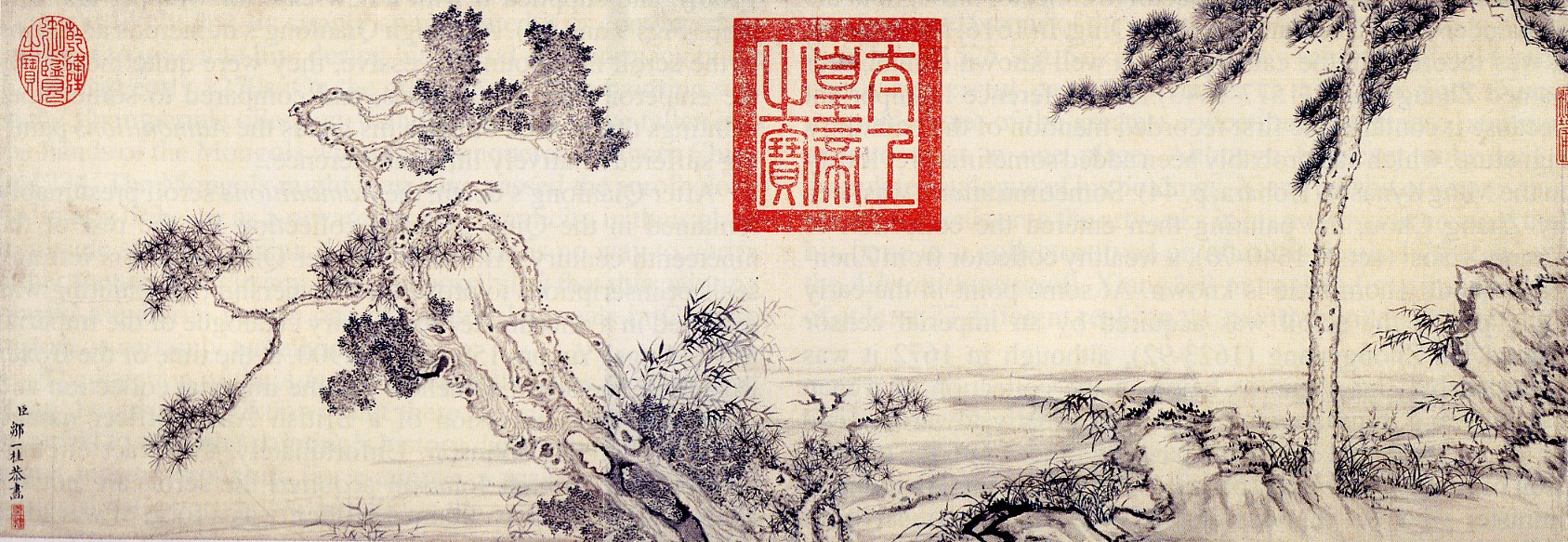
Colofó de Zou Yigui, Museu del Palau de Pequín, 1746.

Zou Yigui (en xinès simplificat i tradicional: 邹一桂; en pinyin: Zōu Yīguì) fou un cèlebre pintor, poeta i alt funcionari xinès durant la dinastia Qing nascut el 1686 a Wuxi, província de Jiangsu i mort el 1772.
Expert en paisatges, va pintar miniatures amb flors. Part de la seva producció va ser per a la família imperial. La pintura de la cort es va desenvolupar a la Xina amb els emperadors Kangxi, Yonzheng i Qianlong però la influència occidental s'intensifica a la dinastia Qing però Zou Yigui, comparant la pintura tradicional amb la dels europeus, arriba a la conclusió que aquests són artesans mentre que la dels xinesos és veritable pintura gràcies a la síntesi de poesia, pintura i cal·ligrafia (Font: “Art and Exoticism: An Anthropology of the Yearning for Authenticity”, pàg. 194). És autor del llibre “Art de pintura de Xiaoshan" (小山画谱), on tracta de l'experiència de pintar. Es divideix en dues parts: la primera està dedicada a les flors i la segona aborda temes estètics, tècnics, etc.